# Кизил
Къзъл пренасочва насам.  За реката в Турция вижте Къзъл (река).
Кизил (тувински и руски: Кызы́л, на тувински най-близко до Къзъ̀л) е град в Източна Русия, столица на Република Тува.
Името му означава „червен“ на тувински (както и на много други тюркски езици). Населението на града е 116 983 души към 2018 г.

## История
Кизил е създаден през 1914 г. като Белоцарск, през 1918 г. е преименуван на Хем Белдър. Получава днешното си име през 1926 г.
През септември 2004 г. в Кизил се празнуват 90-а годишнина на града и 60-а от влизането на Тува в Съветския съюз.

## География

### Местоположение
Твърди се, че Кизил е точният географски център на Азия (координати: 51°43′11″ с. ш. 94°26′18″ и. д. / 51.719722° с. ш. 94.438333° и. д.), но точните координати на географския център на континента са обект на оспорване. В центъра на Кизил има паметник с надпис „Център на Азия“ на руски, тувински и английски. Южно от града се намира област с обширни поля и минерални извори, наречена Тос-Булак.
Кизил се намира на мястото, където река Енисей се среща с Малък Енисей и формира Горен Енисей. По-голямата част от населението е съсредоточено южно от реката или по течението на реката, като най-гъсто населена е местността, където се срещат най-големите течения на Енисей – Голям и Малък Енисей. През 1964 г. е изграден паметник на десния бряг на реката, за да показва това.

### Население
| 1939    | 1959    | 1962    | 1967    | 1970    | 1976    | 1979    |
| ------- | ------- | ------- | ------- | ------- | ------- | ------- |
| 10 000  | 34 462  | 39 000  | 47 000  | 51 683  | 58 000  | 66 027  |
| 1982    | 1986    | 1989    | 1992    | 1996    | 1999    | 2001    |
| 70 000  | 77 000  | 84 641  | 90 000  | 95 000  | 99 000  | 101 500 |
| 2003    | 2005    | 2007    | 2009    | 2011    | 2013    | 2015    |
| 104 100 | 108 107 | 108 315 | 108 306 | 110 233 | 113 333 | 114 181 |

Към 2002 г. етническият състав на Кизил се състои от: 58,27 % тувинци, 36,54 % руснаци, 0,7 % хакаси, 0,61 % коми, 0,52 % украинци и други етноси.

### Климат
| Климатични данни за Кизил             | Климатични данни за Кизил | Климатични данни за Кизил | Климатични данни за Кизил | Климатични данни за Кизил | Климатични данни за Кизил | Климатични данни за Кизил | Климатични данни за Кизил | Климатични данни за Кизил | Климатични данни за Кизил | Климатични данни за Кизил | Климатични данни за Кизил | Климатични данни за Кизил | Климатични данни за Кизил |
| Месеци                                | яну.                      | фев.                      | март                      | апр.                      | май                       | юни                       | юли                       | авг.                      | сеп.                      | окт.                      | ное.                      | дек.                      | Годишно                   |
| Абсолютни максимални температури (°C) | −5,8                      | −0,1                      | 19,6                      | 30,6                      | 35,6                      | 39,1                      | 40,7                      | 39,9                      | 33,3                      | 24,5                      | 13,0                      | −1,8                      | 40,7                      |
| Средни максимални температури (°C)    | −23,5                     | −16,1                     | −2,8                      | 12,4                      | 20,9                      | 25,8                      | 27,6                      | 24,9                      | 18,0                      | 8,3                       | −7,8                      | −20,5                     | 5,6                       |
| Средни температури (°C)               | −28,7                     | −23,5                     | −10,2                     | 4,7                       | 12,8                      | 18,2                      | 20,5                      | 17,6                      | 10,4                      | 1,2                       | −12,9                     | −24,9                     | −1,2                      |
| Средни минимални температури (°C)     | −33                       | −29,4                     | −16,7                     | −2                        | 5,1                       | 11,2                      | 14,2                      | 11,3                      | 4,2                       | −4,3                      | −17,2                     | −29                       | −7,1                      |
| Абсолютни минимални температури (°C)  | −52,6                     | −54                       | −45,2                     | −27,3                     | −10,7                     | −1,8                      | 2,8                       | −0,7                      | −10,1                     | −20,5                     | −46,1                     | −52,6                     | −54                       |
| Средни месечни валежи (mm)            | 9                         | 4                         | 3                         | 5                         | 12                        | 35                        | 49                        | 44                        | 26                        | 8                         | 12                        | 13                        | 220                       |
| ------------------------------------- | ------------------------- | ------------------------- | ------------------------- | ------------------------- | ------------------------- | ------------------------- | ------------------------- | ------------------------- | ------------------------- | ------------------------- | ------------------------- | ------------------------- | ------------------------- |
| Източник: Погода и Климат             |                           |                           |                           |                           |                           |                           |                           |                           |                           |                           |                           |                           |                           |

## Икономика
В града се произвеждат тухли, дървесина, мебели и храни. Има основно моторен транспорт. Обслужва се от Кизилското летище.

## Забележителности
Сградите с културно и политическо значение в Кизил са Тувинският парламент, националният театър и Международният научен център „Хоомей“, който изучава и обучава на туванското гърлено пеене хоомей (на тувински: Хөөмей).

## Известни личности
Починали в Кизил
- Хертек Анчимаа-Тока (1912 – 2008), политик
- Максим Мунзук (1912 – 1999), актьор

## Побратимени градове
- Хонолулу, Хаваи, САЩ
- Ровно, Украйна
- Куяба, Бразилия